# James Hiscott
Pour les articles homonymes, voir Hiscott.
James Hiscott (21 janvier 1826-26 mai 1917) est un homme politique canadien de l'Ontario. Il est député provincial conservateur de Lincoln (en) de 1890 à 1898,,.

## Biographie
Né à Niagara dans le Haut-Canada, Hiscott sert comme conseiller municipal du Comté de Lincoln (en). Major dans la milice locale, il fait prospérer une ferme fruitière près de Virgil.
Hiscott meurt en mai 1917 à l'âge de 91 ans et est inhumé dans le cimetière anglican St. Mark's de Lincoln.